# Objection (Tango)
«Objection (Tango)» (рус. Возражение) — третий сингл колумбийской певицы Шакиры из её первого англоязычного и третьего студийного альбома Laundry Service (2001), выпущенный 6 июля 2002 года на лейбле Epic Records.

## Предыстория
В 1998 году Шакира выпустила свой второй официальный студийный альбом Dónde Están los Ladrones?, который имел огромный успех в Латинской Америке и получил мульти-платиновые сертификации в таких странах как Аргентина, Колумбия, Чили, Мексика и Испания. Латинский поп-альбом с влиянием латин-рока стали сравнивать с работой канадо-американской певицы и автора песен Аланис Мориссетт и он "резко ворвался в широко-открытый прибыльный рынок США", проведя 11 недель на вершине американского чарта Billboard Top Latin Albums. Он стал первым альбомом Шакиры, получившим платиновую сертификацию от RIAA. С альбома Dónde Están los Ladrones? был выпущен сингл в арабском стиле «Ojos Así» («Eyes Like Yours»), который стал хитом и был признан "ключевым треком" альбома.
Американская певица Глория Эстефан, чей муж Эмилио Эстефан руководил Шакирой в то время, чувствовала, что певица является потенциальным мейнстримом в поп-индустрии. Тем не менее, первоначально Шакира колебалась записывать песни на английском языке, поскольку он не является её родным языком, поэтому Эстефан предложила ей перевести песню «Ojos Así» чтобы показать, что "перевод может быть хорошим". Затем Шакира начала переводить песню для себя и показала её Эстефан, на что та сказала: "Честно говоря, я не могу сделать это лучше!" Так как певица хотела иметь полный контроль над своими записями, она решила улучшать свой английский, чтобы это дало ей возможность писать собственные песни. Желая "найти способ выразить свои идеи и чувства, ежедневные истории на английском языке", Шакира купила словарь рифм, начала анализировать тексты песен Боба Дилана, читать стихи и работы таких авторов как Леонард Коэн и Уолт Уитмен, а также брала уроки английского у репетитора. «Objection (Tango)» стала первой песней Шакиры, написанной на английском языке, и в интервью с Faze она рассказала о процессе её написания: "Я молилась и просила Бога послать мне хорошую песню сегодня, и я помню, спустя пару часов я начала писать «Objection (Tango)». Я одновременно написала и музыку и слова, и когда это произошло, это было действительно волшебно для меня." Шакира также написала и записала версию песни на испанском языке под названием «Te Aviso, Te Aviso (Tango)».

## Список композиций
| - CD single 1. «Objection (Tango)» (Radio Edit) — 3:29 2. «Objection (Tango)» (Album version) — 3:42 - 12-inch maxi single 1. «Objection (Tango)» (Album version) — 3:42 2. «Objection (Tango)» (Jellybean's Funhouse Mix) — 7:55 3. «Te Aviso, Te Anuncio (tango)» (Gigi D'Agostino Psico remix) — 10:53 | - Maxi single 1. «Objection (Tango)» (Radio Edit) — 3:29 2. «Objection (Tango)» (Album version) — 3:42 3. «Objection (Tango)» (Kupper's Deep Future Radio Edit) — 4:26 4. «Te Aviso, Te Anuncio (tango)» (Gigi D'Agostino Psico remix) — 6:10 5. «Objection (Tango)» (Music video) — 3:42 |  |

## Чарты и сертификации
| Чарт (2002)                                  | Высшая позиция |
| -------------------------------------------- | -------------- |
| Австралия (ARIA)                             | 2              |
| Австрия (Ö3 Austria Top 40)                  | 12             |
| Бельгия (Ultratop 50 Flanders)               | 9              |
| Бельгия (Ultratop 50 Wallonia)               | 8              |
| Дания (Tracklisten)                          | 20             |
| Нидерланды (Dutch Top 40)                    | 5              |
| Финляндия (Suomen virallinen lista)          | 10             |
| Франция (SNEP)                               | 10             |
| Германия (Media Control AG)                  | 19             |
| Венгрия (Hungarian Airplay Chart)            | 1              |
| Венгрия (Hungarian Singles Chart)            | 16             |
| Ирландия (Irish Singles Chart)               | 12             |
| Италия (FIMI)                                | 6              |
| Норвегия (VG-lista)                          | 8              |
| Швеция (Sverigetopplistan)                   | 7              |
| Швейцария (Schweizer Hitparade)              | 10             |
| Великобритания (UK Singles Chart)            | 17             |
| США (Billboard Hot 100)                      | 55             |
| США (Billboard Hot Dance Club Songs)         | 25             |
| США (Billboard Hot Latin Songs)              | 16             |
| США (Billboard Latin Pop Airplay)            | 7              |
| США (Billboard Latin Tropical/Salsa Airplay) | 10             |
| США (Billboard Top 40 Mainstream)            | 21             |

| Чарт (2002)        | Позиция |
| ------------------ | ------- |
| Австралия          | 44      |
| Бельгия (Фландрия) | 97      |
| Нидерланды         | 64      |

| Чарт (2003)        | Позиция |
| ------------------ | ------- |
| Бельгия (Валлония) | 58      |
| Франция            | 43      |
| Швейцария          | 86      |

| Страна           | Сертификация | Продажи |
| ---------------- | ------------ | ------- |
| Австралия (ARIA) | Platinum     | 70,000  |
| Франция (SNEP)   | Gold         | 250,000 |